# ورده جزائریه
وَردَه جَزائریه به عربی وردة الجزائریة از خوانندگان مشهور جهان عرب است. او متولد ۲۲ ژوئیه ۱۹۳۹ است که در تاریخ ۱۷ می ۲۰۱۲ از دنیا رفت.

نام واقعی ورده، وردة فتوکی است که با نام هنری وردة الجزائریة شهرت دارد. ورده در فرانسه از پدری الجزایری و مادری لبنانی از اهالی بیروت به دنیا آمد. او دو فرزند به نام‌های ریاض و وداد دارد.

## زندگی
ورده در فرانسه به دنیا آمد. پدرش از اهالی شهر سوق اهراس در الجزایر بود و مادرش از یک خانواده بیروتی اهل لبنان. در فرانسه تلاش‌هایش را در آموختن موسیقی عربی آغاز کرد و فعالیت‌هایش را به هنرمندانی همچون ام کلثوم، اسمهان وعبدالحلیم حافظ ارائه می‌داد. پس از مدتی به همراه مادرش به لبنان می‌رود و اولین مجموعه موسیقی اش را به بازار می‌دهد.
خواننده متوفی الصادق ثریا بر فعالیت‌های هنری ورده نظارت داشت. سپس مجموعه موسیقی به آهنگسازی الصادق ثریا را نیز ارائه کرد. ورده خاله خواننده انجی شرف است.

## فعالیت‌هایش در مصر
در سال ۱۹۶۰ به دعوت کارگردان و تهیه‌کننده حلمی رفلة به مصر رفت. ورده به همراه حلمی فعالیت‌های سینمای اش را آغاز کرد و در فیلم‌های «ألمظ وعبده الحامولی»، «اه یالیل یازمن»، «حکایتی مع الزمان» و… ایفای نقش کرد. گفته می‌شود جمال عبدالناصر از او درخواست کرد که ترانه وطنی الاکبر «وطن بزرگم» را بخواند.

## دوری و بازگشت به خوانندگی
ورده به دلیل شرایط سلامتی، بیش از چهار سال از عرصه آواز خوانی دور بود. وی با برگزاری جشنی در بعلبک لبنان به عرصه موسیقی عرب بازگشت. او معتقد است که بدون موسیقی نمی‌تواند زندگی کند.»
ورده در طول عمرش تعدادی از خوانندگان را ستود که فضل شاکر و صابر الرباعی از آن جمله بودند. ورده در مورد زنان ترانه خوان گفت: «برای نانسی عجرم و اصاله نصری می‌میرم.»